# Stigmella roborella
Stigmella roborella là một loài bướm đêm thuộc họ Nepticulidae. Loài này có ở khắp châu Âu và in south-west Asia. Ở châu Âu, it has been recorded from nearly every country, except Albania, Belarus, Bosnia, Bulgaria, Ireland, Moldova, Bồ Đào Nha, România và Yugoslavia. It has recently been recorded from Georgia, Macedonia và Thổ Nhĩ Kỳ.

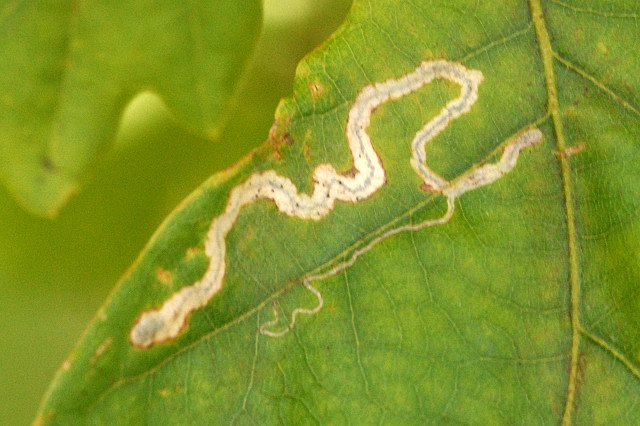
Stigmella roborella mine

Sải cánh dài 5–7 mm. Con trưởng thành bay từ tháng 4 đến tháng 9.
Ấu trùng ăn Quercus castaneaefolia, Quercus cerris, Quercus petraea, Quercus pubescens, Quercus roburm và Quercus rubra. Chúng ăn lá nơi chúng làm tổ. 